# Dinickelsilicid
Dinickelsilicid ist eine anorganische chemische Verbindung des Nickels aus der Gruppe der Silicide.

## Gewinnung und Darstellung
Dinickelsilicid kann durch Reaktion von Nickel mit Silicium gewonnen werden.
{\displaystyle \mathrm {2\ Ni+Si\longrightarrow Ni_{2}Si} }

## Eigenschaften
Dinickelsilicid ist ein grauer bis metallisch glänzender geruchloser Feststoff, der praktisch unlöslich in Wasser ist. Er besitzt eine orthorhombische Kristallstruktur mit der Raumgruppe Pbnm (Raumgruppen-Nr. 62, Stellung 3) und den Gitterparametern a = 7,06 Å, b = 4,99 Å und c = 3,72 Å. Die Kristallstruktur enthält zwei kristallographisch verschiedene Nickel-Atome. Beide werden von fünf Silicium-Atomen koordiniert, eines in Gestalt einer trigonalen Bipyramide, eines in der einer tetragonalen Pyramide. Es existiert jedoch noch eine Hochtemperaturmodifikation mit hexagonaler Kristallstruktur. Die Verbindung hat einen Widerstand von etwa 24 bis 30 µΩ/cm.

## Verwendung
Nickelsilicide wurden weithin als Kontaktmaterialien in mikroelektronischen Chips untersucht. Nickelsilicid/Silicium-Nanodrähte-Heterostrukturen können zur Herstellung von Feldeffekttransistoren verwendet werden.

## Verwandte Verbindungen
Neben Dinickelsilicid sind mit Ni3Si, Ni31Si12, Ni3Si2, Nickelmonosilicid (NiSi) und Nickeldisilicid (NiSi2) mindestens fünf weitere bei Raumtemperatur stabile Nickelsilicide bekannt. Das Phasendiagramm zeigt insgesamt elf Nickelsilicide.